# Lizzanello
Lizzanello är en ort och kommun i provinsen Lecce i regionen Apulien i Italien. Kommunen hade 11 934 invånare (2017).